# 백운란
백운란(白雲蘭)은 난초과의 여러해살이풀이다. 백운산난초라고도 한다.

## 생태
한국에서는 백운산과 제주도, 울릉도 등에 나는 여러해살이풀이다. 뿌리줄기는 옆으로 뻗으며 마디에서 뿌리가 내린다. 잎은 2~4개이며 길이 3~7mm의 난상 원형으로서 끝이 뾰족하고 가장자리가 밋밋하다. 잎자루는 길이 3-6mm이며 밑부분이 원줄기를 감싼다. 꽃은 7월 무렵 흰색으로 피며 길이 1~3cm의 이삭꽃차례를 이룬다. 꽃줄기는 길이 5~12cm로서 밑에 2개의 포가 있고 윗부분에 약간의 털이 있다. 포는 길이 4~5mm의 피침형이며 뒷면에 잔털이 있다. 꽃받침통은 중앙에서 갈라지고 중앙의 열편에 꽃잎이 붙는다.

## 참고 문헌
- 이 문서에는 다음커뮤니케이션(현 카카오)에서 GFDL 또는 CC-SA 라이선스로 배포한 글로벌 세계대백과사전의 내용을 기초로 작성된 글이 포함되어 있습니다.